# Diego Causero
Diego Causero (Moimacco, 13 gennaio 1940) è un arcivescovo cattolico italiano.

## Biografia
Diego Causero è nato a Moimacco il 13 gennaio 1940. Ha studiato nel seminario di Udine, continuando gli studi presso la Pontificia Università Gregoriana dal 1959 al 1964 ed è stato ordinato sacerdote per l'arcidiocesi di Udine il 7 aprile 1963. Ha conseguito il dottorato in teologia nel 1966 con specializzazione in liturgia, presso il Pontificio ateneo Sant'Anselmo.
Per prepararsi alla carriera diplomatica è entrato nella Pontificia accademia ecclesiastica nel 1969. È entrato nel servizio diplomatico della Santa Sede nel 1973. Ha avuto incarichi in Nigeria, Spagna, Siria e Australia come rappresentante della Santa Sede presso le Nazioni Unite a Ginevra e in Albania.
Il 15 dicembre 1992 papa Giovanni Paolo II lo ha nominato arcivescovo titolare e nunzio apostolico in Ciad. Ha ricevuto la consacrazione episcopale il 6 gennaio 1993. Il 1º febbraio 1993 è stato nominato nunzio apostolico anche nella Repubblica Centrafricana e nella Repubblica del Congo. Il 7 dicembre 1996 gli è succeduto Luigi Pezzuto come nunzio nella Repubblica Democratica del Congo.
Successivamente, Giovanni Paolo II lo ha nominato nunzio apostolico in Siria il 31 marzo 1999 e poi nella Repubblica Ceca il 10 gennaio 2004.
Il 28 maggio 2011 papa Benedetto XVI lo ha nominato nunzio apostolico in Svizzera e nel Liechtenstein. Si è ritirato il 5 settembre 2015 in seguito alla nomina di Thomas Edward Gullickson come suo successore.

## Genealogia episcopale
La genealogia episcopale è:
- Cardinale Scipione Rebiba
- Cardinale Giulio Antonio Santori
- Cardinale Girolamo Bernerio, O.P.
- Arcivescovo Galeazzo Sanvitale
- Cardinale Ludovico Ludovisi
- Cardinale Luigi Caetani
- Cardinale Ulderico Carpegna
- Cardinale Paluzzo Paluzzi Altieri degli Albertoni
- Papa Benedetto XIII
- Papa Benedetto XIV
- Papa Clemente XIII
- Cardinale Enrico Benedetto Stuart
- Papa Leone XII
- Cardinale Chiarissimo Falconieri Mellini
- Cardinale Camillo Di Pietro
- Cardinale Mieczysław Halka Ledóchowski
- Cardinale Jan Maurycy Paweł Puzyna de Kosielsko
- Arcivescovo Józef Bilczewski
- Arcivescovo Bolesław Twardowski
- Arcivescovo Eugeniusz Baziak
- Papa Giovanni Paolo II
- Arcivescovo Diego Causero